# Powerlifting

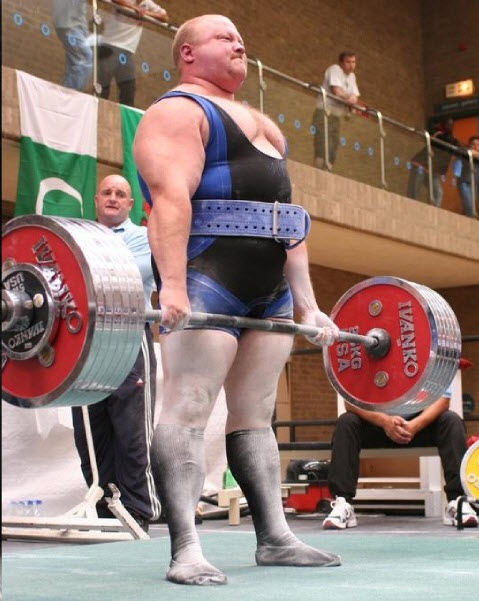
Competitor la campionatul mondial de powerlifting din 2009

Powerliftingul este un sport în care se încearcă ridicarea unei greutăți maxime în trei stiluri diferite, respectiv genoflexiuni, împins din culcat și indreptări. Sportivii beneficiază de trei încercări în fiecare stil de ridicare. Competiția se desfășoară în general pe categorii de sex, vârstă și greutate și este câștigată de sportivul care obține cumulat cel mai mare total, în calcularea totalului fiind luată în considerare doar repetarea maximală pentru fiecare tip de ridicare, similar cu sportul haltere.